# 짜빈성
짜빈성(베트남어: Trà Vinh / 省茶榮)은 베트남의 오래된 지방이다. 2025년 6월 12일, 짜빈성 성이 빈롱성 편입되었다.

## 역사
짜빈이라는 말은 크메르어 짜방(Tra Vang)에서 왔지만, 한월어로 짜빈(茶榮)으로 기록되었다. 그 이름은 강과 해안 지역을 따라 새로 개간된 땅의 고대 풍경의 특성을 반영하고 있으며, 저지대, 늪 등이 많았다는 것을 의미한다. 따라서 짜빈은 비교적 젊은 지방이다.
응우옌 왕조 하에서, 짜빈성은 1832년에 설립된 빈롱성 락호아현의 일부였다.
짜방(Tra Vang)이라는 땅과 이름은 이후 짜빈성의 전신이었던 쩌우딘비엔(Chau Dinh Vien)을 1732년에 응우옌 왕가가 설립하기 전에 가지고 있었던 것이다. 따라서 당시 짜빈 땅은 쩌우딘비엔에 속했다.
1802년, 왕위에 오른 자롱 황제는 즉시 전국적인 행정 단위의 경계를 정리하고 재정의하기 시작했다. 이후 자딘 정부는 자딘쩐(Gia Dinh Tran)으로 명칭을 바꾸었다. 자딘쩐의 영토는 4곳의 궁과 1개의 부로 나뉘었고, 짜빈 지역은 현재 빈쩐궁( Vinh Tran Palace.)에 속해 있었다.
1803년, 지롱 황제는 자딘쩐의 궁 지도를 주문하고 빈쩐궁을 호앙쩐궁(Hoang Tran Palace)으로 바꾸었다. 현재 짜빈 지역은 호앙쩐궁에 속해 있었다.

1808년, 자롱 황제는 자딘쩐으로 다시 개칭하고, 자딘쩐은 쩐빈타인(Trấn Vĩnh Thanh)으로 변경되었다. 당시 짜빈 땅은 쩐빈타인의 땅이었다.
1825년, 짜빈 땅은 민망 황제에 의해 짜빈과 투언미 두 현을 포함하여 자딘타인(Gia Định Thành) 산하의 락호아를 만들었다.
1832년, 쩐빈타인은 쩐빈롱으로 개칭되었다. 이후에 민망 황제는 이 도시들을 성으로 바꾸었다. 남부 지역은 6개의 성으로 나뉘는데, 다음을 포함했다: 비엔호아성, 자딘성, 딘뜨엉성, 빈롱성, 안장성, 하띠엔성. 그 당시에 짜빈성은 빈롱성의 푸락호아에 속하는 지역이었다.

## 지리
짜빈성은 메콩강 삼각주에 있는 성이다. 짜빈성은 53번 국도로 빈롱성을 경유하여 호찌민시로부터 200km 떨어진 곳에 위치해 있다. 만약 60번 국도로 벤째성을 통과한다면, 시간이 단축되어 거리는 130 km 밖에 되지 않는다. 껀터시에서는 50 km 떨어진 곳에 위치해 있다. 따라서, 띠엔강과 허우강으로 둘러싸여 있고, 2개의 허우 운하(꼬찌엔강)와 딘안 운하의 관문이 있는 수로의 교통 조건을 가지고 있다.
짜빈성은 메콩 삼각주에 있는 해안 지방으로 지리적 위치는 다음과 같다.
- 동쪽은 동해와 경계를 이룬다.
- 서쪽은 빈롱성과 경계를 이룬다.
- 남쪽으로는 속짱성과 경계를 이룬다.
- 북쪽으로 벤째성과 경계를 이루며, 65km의 해안선을 가진다.

## 행정 구역
1개의 시와 1개의 시사으로 7개의 현으로 나뉘어 있다.

### 시
- 짜빈 (Trà Vinh / 茶榮)

### 시사
- 주옌하이 (Duyên Hải / 沿海)

### 현
- 깡롱현 (Càng Long / 乾隆)
- 쩌우타인현 (Châu Thành / 周城)
- 꺼우께현 (Cầu Kè / 梂棋)
- 띠에우껀현 (Tiểu Cần / 小芹)
- 꺼우응앙현 (Cầu Ngang / 梂昂)
- 짜꾸현 (Trà Cú / 茶句)
- 주옌하이현 (Duyên Hải / 沿海)

## 인종
짜빈에는 대부분의 베트남인들 외에 크메르 크롬이라는 민족이 살고 있다. 그들 일부는 옛 크메르 제국의 일부였으며, 이후 정치적인, 역사적인 혼란으로 분리되었다. 짜빈의 가장 많은 소수 민족 중 하나는 호아족이다.

## 같이 보기
- 메콩강 삼각주